# Dendronetria
Dendronetria é um gênero de aranhas da família Linyphiidae descrito em 1992 e endêmico da Indonésia.